# Vetvlekkenziekte
Vetvlekkenziekte is een ziekte op de sperzieboon die wordt veroorzaakt door de bacterie Pseudomonas syringae subsp. savastanoi.
Er zijn resistente rassen.

## Synoniemen
- Pseudomonas savastanoi pv. phaseolica
- Pseudomonas syringae pv. syringae
- Pseudomonas syringae pv. phaseolicola
- Pseudomonas amygdali pv. phaseolicola

## Beschrijving
Op de bladeren ontstaan waterige vlekken met een gelige rand, die bij droog weer verdrogen. Op de groene peulen ontstaan glazige vetvlekken, die later roodachtig verkleuren.

## Stammen
Er bestaan verscheidene stammen. De stammen 1, 2, 5, 6 en 7 komen over de hele wereld voor, waarbij stam 6 het meeste voorkomt. De stammen 3 en 4 komen voor in Oost- en Centraal-Afrika en 8 en 9 in Zuid-Afrika.

## Verspreiding
De ziekte wordt overgedragen via besmet zaad. De besmette kiemplanten worden sterk in groei geremd. Vervolgens vindt verdere verspreiding plaats door verspreiding met regendruppels vanaf het tweebladstadium en door lopen door het gewas vooral als de  temperatuur tussen de 15 en 20° Celsius is. 